# John Robbins Sanborn
Pour les articles homonymes, voir Sanborn.
John Robbins Sanborn (1839-13 janvier 1914) fut un agriculteur et homme politique fédéral et municipal du Québec.

## Biographie
Né à Roxton South dans le Bas-Canada, il est issu de parents provenant du New Hampshire aux États-Unis. Il fit ses études à Granby. Sa carrière politique débuta en devenant conseiller municipal de la municipalité de Roxton South. Il fut également commissaire scolaire, président de la Société agricole, vice-président de l'Association laitière et directeur de l'Association des cultivateurs de fruits.
Élu député du Parti libéral du Canada dans la circonscription fédérale de Shefford en 1891, il ne se représenta pas en 1896.